# Rudolf Probst (Politiker)

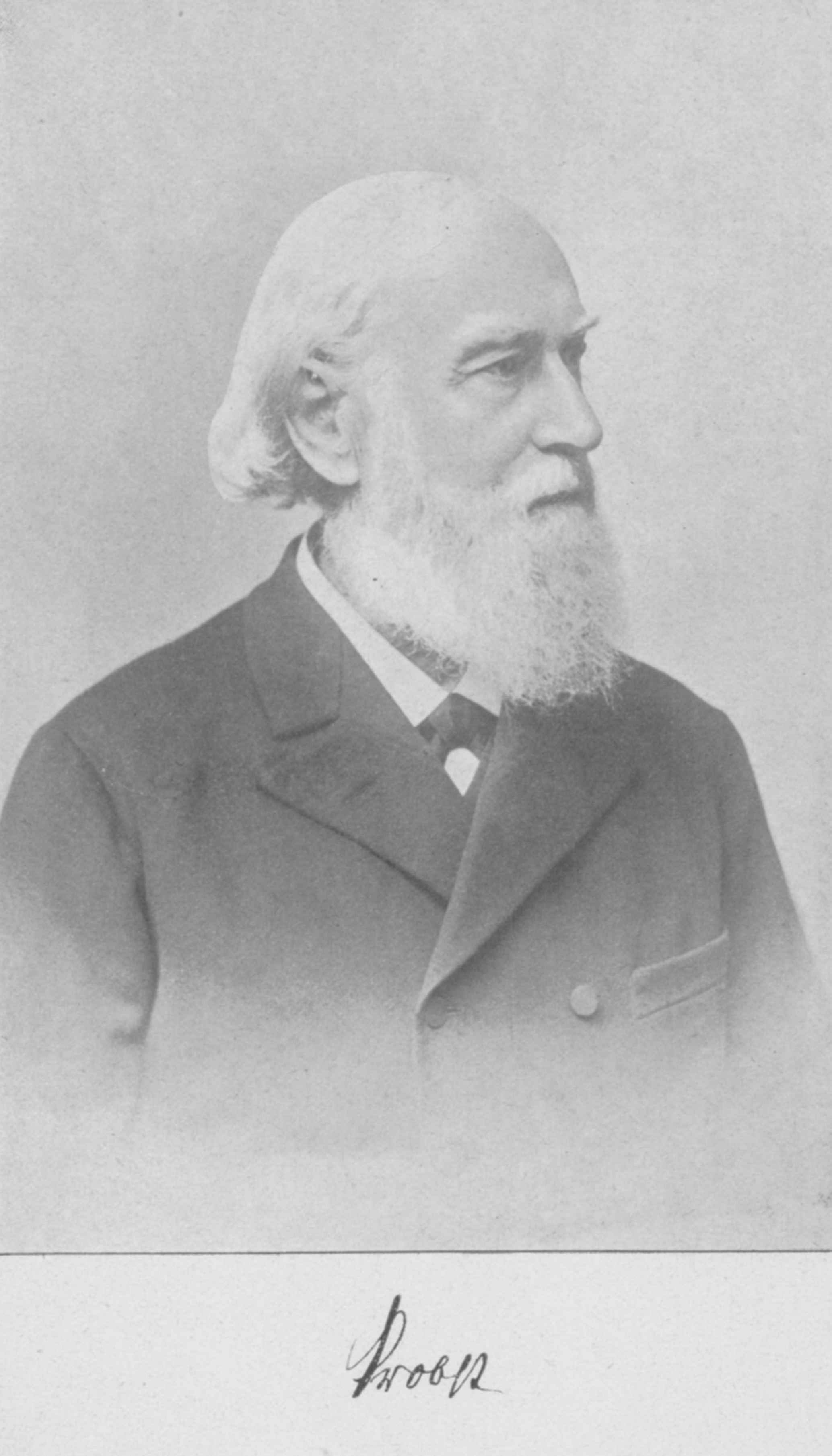
Rudolf Probst

Rudolf Probst (* 9. März 1817 in Ludwigsburg; † 15. April 1899 in Stuttgart) war ein deutscher Jurist und Politiker. 

## Beruf
Probst besuchte die Gymnasien in Biberach und Ehingen. Von 1833 bis 1838 studierte er Rechtswissenschaften in Tübingen und Heidelberg. Im Jahre 1838 trat er in den württembergischen Staatsdienst ein. Nach verschiedenen Stationen war er 1851 Staatsanwalt bei Gerichtshof in Esslingen, bevor er aus politischen Gründen (nach Maßregelung durch die Regierung) aus dem Staatsdienst ausschied. Bis 1865 war er Rechtskonsulent in Stuttgart und von 1865 bis 1887 rechtskundiger Direktor der Lebensversicherungs- und Ersparnisbank.

## Politik
1848 setzte sich Probst vehement für die Trennung von Kirche und Staat ein. Er wurde Mitglied des Esslinger Volksvereins, später der Volkspartei. 1849 und 1850 nahm Probst an allen drei Landesversammlungen zur Beratung einer neuen Verfassung für Biberach teil. Ab 1851 bis 1894 gehörte er ununterbrochen der Zweiten Kammer des württembergischen Landtags an. 1868 unterlag er bei der Präsidentenwahl im siebten Wahlgang gegen Theodor von Gessler ganz knapp und wurde Vizepräsident. Als Theodor Gessler wegen seiner Ernennung zum Staatsminister 1870 sein Amt nieder legte, führte Probst die Geschäfte des Präsidenten bis zum Ende der Legislaturperiode.
Von 1868 bis 1870 gehörte Rudolf Probst als fraktionsloser Abgeordneter dem Zollparlament an, 1871 bis 1873 dann dem ersten Reichstag. Sein Reichstagsmandat gewann er im Wahlkreis Württemberg 17 (Ravensburg, Tettnang, Saulgau, Riedlingen). Er war Mitbegründer und Vorstandsmitglied der Zentrums-Fraktion.
Obwohl er ursprünglich zu den Gegnern einer Zentrums-Gründung in Württemberg zählte, wurde er 1895 Ehrenvorsitzender dieser Partei.

## Familie
Probst war der Sohn des Gerichtsaktuars und späteren Obertribunalrats Franz Fidelis von Probst aus Ehingen a. D. und der Karoline Probst geb. Koch (1799–1830), eine Tochter des Ravensburger Oberamtmanns und späteren Rechtsrats beim Generalvikariat Rottenburg, Ludwig Koch. Der Großvater, Dr. Georg Probst, war Syndikus der schwäbisch-vorderösterreichischen Landstände gewesen. Seit 1843 war er mit Wilhelmine Sontheimer (1821–1889) verheiratet. Aus der Ehe gingen zwei Kinder hervor. Probsts Vetter Ferdinand Probst wurde Professor in Breslau, dessen Bruder Josef Probst, ebenfalls Pfarrer, wurde als Geologe und Kunsthistoriker bekannt. Ein weiterer Vetter war Bischof Paul Leopold Haffner von Mainz, ein Mitbegründer der Görres-Gesellschaft.

## Sonstiges
Probst war seit 1873 Ehrenmitglied der katholischen Studentenverbindung AV Guestfalia Tübingen.